# Dawn (Band)
Dawn, ab 1973 auch Tony Orlando & Dawn, war ein US-amerikanisches Pop-Trio mit großen Erfolgen in der ersten Hälfte der 1970er Jahre.

## Bandgeschichte

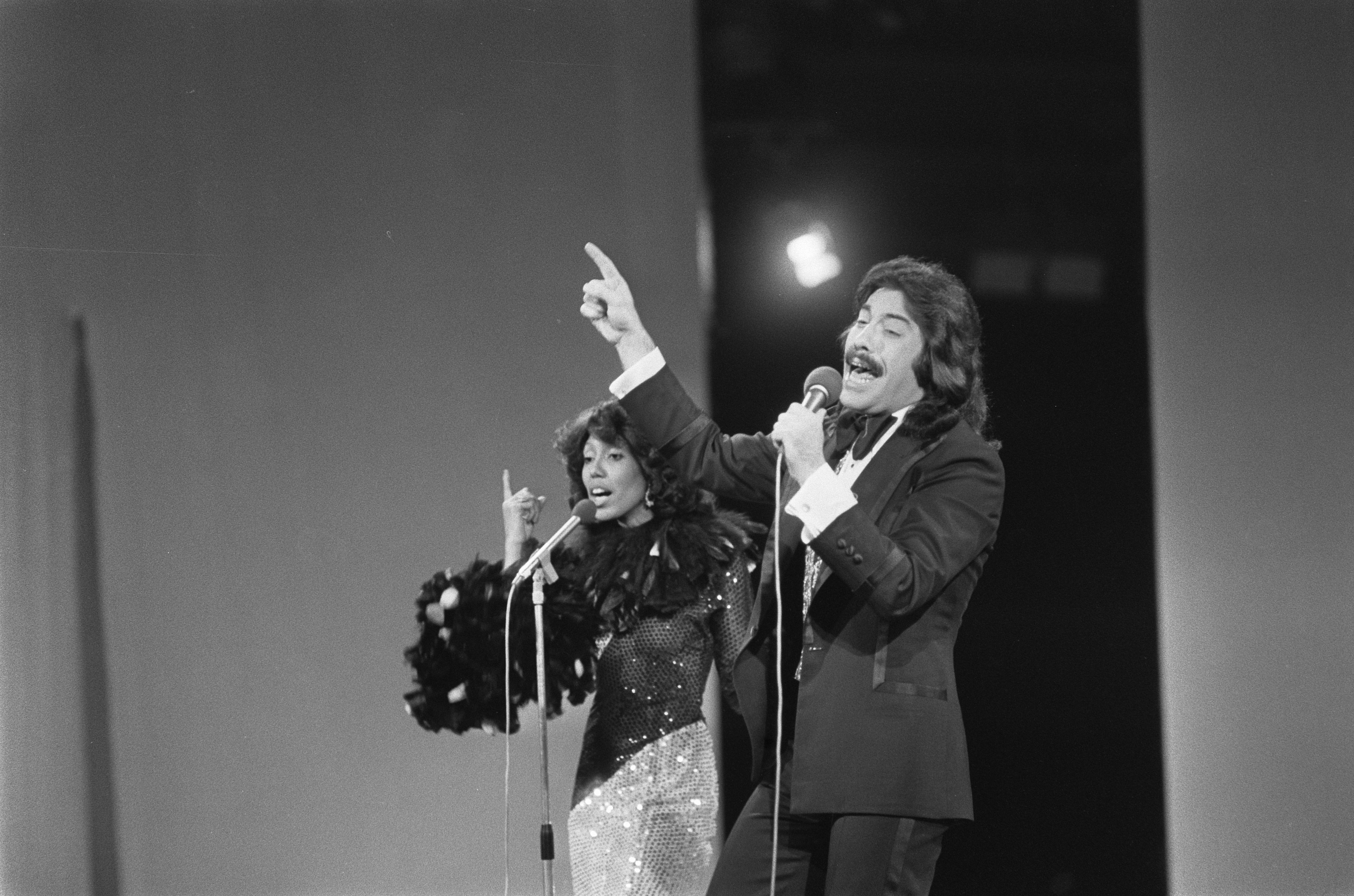
Tony Orlando & Dawn, Grand Gala du Disque Populaire, 1974

Gegründet wurde Dawn 1970 in New York City mit Tony Orlando (* 3. April 1944 als Michael Anthony Orlando Cassivitis) als Leadsänger. Orlando, der Anfang der 1960er Jahre drei Top-100-Hits gehabt und sich aus dem Musikgeschäft zurückgezogen hatte, wurde von Hank Medress, Mitglied der Band The Tokens, und Dave Appell, dem Leiter der Band The Applejacks, überredet, einen Titel aufzunehmen. Das von Toni Wine und Irwin Levine geschriebene Lied Candida wurde im Mai 1970 mit Orlando als Leadsänger und mit Ellie Greenwich, Toni Wine, Jay Siegel und Robin Green als Backgroundchor aufgenommen. Ende Juli stieg die Single in die Billboard Hot 100, erreichte Platz 3 und konnte sich 18 Wochen in den Charts halten.
Die folgende Single Knock Three Times, geschrieben von Lawrence Russell Brown und Irwin Levine, erreichte am 23. Januar 1971 den Spitzenplatz in den Singlecharts und konnte sich dort drei Wochen halten. Die Single verkaufte sich über sechs Millionen Mal. In Großbritannien erreichte der Titel ebenfalls den Spitzenplatz, in Deutschland Platz 2.
Da Dawn bisher lediglich eine Studiogruppe gewesen war, nun aber Tourneen und öffentliche Auftritte von der Plattenfirma gefordert wurden, bildete Orlando zusammen mit den Studio-Sängerinnen Telma Hopkins (* 28. Oktober 1948) und Joyce Vincent (* 14. Dezember 1946) ab Anfang 1971 das Gesangstrio Dawn. Ab Oktober 1971 nannte sich die Gruppe „Dawn featuring Tony Orlando“ und ab November 1973 „Tony Orlando & Dawn“.
Nachdem die 1972 produzierten Titel What Are You Doing Sunday, Runaway / Happy Together, Vaya con Dios und You’re a Lady nur noch kleinere Hits waren, gelang Anfang 1973 mit Tie a Yellow Ribbon Round the Ole Oak Tree ein weiterer Nummer-eins-Hit. Say, Has Anybody Seen My Sweet Gypsy Rose erreichte im selben Jahr Platz 3 in den USA, Who’s in the Strawberry Patch with Sally stieg dort auf Platz 27.
Die US-Charterfolge des Jahres 1974 waren It Only Hurts When I Try to Smile (Platz 81), Steppin’ Out (Gonna Boogie Tonight) (Platz 7) und Look in My Eyes Pretty Woman (Platz 11). Im März 1975 wurde He Don’t Love You (Like I Love You) zum dritten Nummer-eins-Hit Dawns. Im selben Jahr folgten Mornin’ Beautiful (Platz 14), You’re All I Need to Get By (Platz 34) und Skybird (Platz 49). Bevor 1977 das Aus für Dawn beschlossen wurde, platzierte sich noch zwei Singles in den US-Charts: Cupid schaffte es 1976 auf Platz 22, Sing im Jahr danach auf Platz 58.
Alle ihre Platten wurden produziert von Hank Medress und Dave Appell. Das Gesangstrio bestand bis 1977.

## Diskografie

### Alben
| Jahr | Titel                               | Höchstplatzierung, Gesamtwochen, AuszeichnungChartplatzierungen (Jahr, Titel, Platzierungen, Wochen, Auszeichnungen, Anmerkungen) | Höchstplatzierung, Gesamtwochen, AuszeichnungChartplatzierungen (Jahr, Titel, Platzierungen, Wochen, Auszeichnungen, Anmerkungen) | Höchstplatzierung, Gesamtwochen, AuszeichnungChartplatzierungen (Jahr, Titel, Platzierungen, Wochen, Auszeichnungen, Anmerkungen) | Höchstplatzierung, Gesamtwochen, AuszeichnungChartplatzierungen (Jahr, Titel, Platzierungen, Wochen, Auszeichnungen, Anmerkungen) | Höchstplatzierung, Gesamtwochen, AuszeichnungChartplatzierungen (Jahr, Titel, Platzierungen, Wochen, Auszeichnungen, Anmerkungen) | Anmerkungen                                    |
| Jahr | Titel                               | DE | AT | CH | UK | US | Anmerkungen                                    |
| ---- | ----------------------------------- | --- | --- | --- | --- | --- | ---------------------------------------------- |
| 1970 | Candida                             | — | — | — | — | US35 (23 Wo.)US |                                                |
| 1971 | Dawn Featuring Tony Orlando         | — | — | — | — | US178 (2 Wo.)US |                                                |
| 1973 | Tuneweaving                         | — | — | — | — | US30 Gold · (34 Wo.)US | in Europa als Tie a Yellow Ribbon erschienen   |
| 1973 | Dawn’s New Ragtime Follies          | — | — | — | — | US43 Gold · (58 Wo.)US |                                                |
| 1974 | Prime Time                          | — | — | — | — | US16 (17 Wo.)US |                                                |
| 1975 | Tony Orlando & Dawn II              | — | — | — | — | US165 (5 Wo.)US | Reissue des Albums Dawn Featuring Tony Orlando |
| 1975 | Candida & Knock Three Times         | — | — | — | — | US170 (4 Wo.)US | Reissue des Albums Candida                     |
| 1975 | He Don’t Love You (Like I Love You) | — | — | — | — | US20 (17 Wo.)US |                                                |
| 1975 | Skybird                             | — | — | — | — | US93 (6 Wo.)US |                                                |
| 1976 | To Be with You                      | — | — | — | — | US94 (6 Wo.)US |                                                |

grau schraffiert: keine Chartdaten aus diesem Jahr verfügbar

### Kompilationen
| Jahr | Titel          | Höchstplatzierung, Gesamtwochen, AuszeichnungChartplatzierungen (Jahr, Titel, Platzierungen, Wochen, Auszeichnungen, Anmerkungen) | Höchstplatzierung, Gesamtwochen, AuszeichnungChartplatzierungen (Jahr, Titel, Platzierungen, Wochen, Auszeichnungen, Anmerkungen) | Höchstplatzierung, Gesamtwochen, AuszeichnungChartplatzierungen (Jahr, Titel, Platzierungen, Wochen, Auszeichnungen, Anmerkungen) | Höchstplatzierung, Gesamtwochen, AuszeichnungChartplatzierungen (Jahr, Titel, Platzierungen, Wochen, Auszeichnungen, Anmerkungen) | Höchstplatzierung, Gesamtwochen, AuszeichnungChartplatzierungen (Jahr, Titel, Platzierungen, Wochen, Auszeichnungen, Anmerkungen) | Anmerkungen        |
| Jahr | Titel          | DE | AT | CH | UK | US | Anmerkungen        |
| ---- | -------------- | --- | --- | --- | --- | --- | ------------------ |
| 1973 | Golden Ribbons | — | — | — | UK46 (2 Wo.)UK | — | feat. Tony Orlando |
| 1975 | Greatest Hits  | — | — | — | — | US16 Gold · (32 Wo.)US |                    |

grau schraffiert: keine Chartdaten aus diesem Jahr verfügbar
Weitere Kompilationen
- 1973: The Best of the Best of Tony Orlando and Dawn
- 1976: The World of Tony Orlando & Dawn
- 1977: Tony Orlando & Dawn (2 LPs)
- 1979: The Tony Orlando & Dawn Collection
- 1980: Tie a Yellow Ribbon (feat. Tony Orlando)
- 1989: Dawn
- 1989: Knock Three Times / Tie a Yellow Ribbon Round the Ole Oak Tree (feat. Tony Orlando) (Mini-CD mit 2 A- und 2 B-Seiten)
- 1994: The Best Of
- 1994: The Very Best of Dawn
- 1997: The Very Best of Dawn Featuring Tony Orlando (feat. Tony Orlando)
- 1998: The Definitive Collection

### Singles
| Jahr | Titel Album                                                            | Höchstplatzierung, Gesamtwochen, AuszeichnungChartplatzierungen (Jahr, Titel, Album, Platzierungen, Wochen, Auszeichnungen, Anmerkungen) | Höchstplatzierung, Gesamtwochen, AuszeichnungChartplatzierungen (Jahr, Titel, Album, Platzierungen, Wochen, Auszeichnungen, Anmerkungen) | Höchstplatzierung, Gesamtwochen, AuszeichnungChartplatzierungen (Jahr, Titel, Album, Platzierungen, Wochen, Auszeichnungen, Anmerkungen) | Höchstplatzierung, Gesamtwochen, AuszeichnungChartplatzierungen (Jahr, Titel, Album, Platzierungen, Wochen, Auszeichnungen, Anmerkungen) | Höchstplatzierung, Gesamtwochen, AuszeichnungChartplatzierungen (Jahr, Titel, Album, Platzierungen, Wochen, Auszeichnungen, Anmerkungen) | Anmerkungen |
| Jahr | Titel Album                                                            | DE | AT | CH | UK | US | Anmerkungen |
| ---- | ---------------------------------------------------------------------- | --- | --- | --- | --- | --- | --- |
| 1970 | Candida                                                                | DE18 (13 Wo.)DE | — | — | UK9 (11 Wo.)UK | US3 Gold · (18 Wo.)US | Erstveröffentlichung: Juli 1970 Autoren: Irwin Levine, Toni Wine                                                                                  |
| 1970 | Knock Three Times Candida                                              | DE2 (16 Wo.)DE | AT6 (8 Wo.)AT | CH4 (8 Wo.)CH | UK1 (27 Wo.)UK | US1 Gold · (18 Wo.)US | Erstveröffentlichung: November 1970 Autoren: Irwin Levine, Lawrence Russell Brown                                                                 |
| 1971 | I Play and Sing Dawn Featuring Tony Orlando                            | DE40 (2 Wo.)DE | — | — | — | US25 (8 Wo.)US | Erstveröffentlichung: 27. März 1971 Autoren: Irwin Levine, Lawrence Russell Brown                                                                 |
| 1971 | Summer Sand Dawn Featuring Tony Orlando                                | — | — | — | — | US33 (10 Wo.)US | Erstveröffentlichung: 19. Juni 1971 Autoren: Irwin Levine, Lawrence Russell Brown                                                                 |
| 1971 | What Are You Doing Sunday Dawn Featuring Tony Orlando                  | — | — | — | UK3 (12 Wo.)UK | US39 (9 Wo.)US | Erstveröffentlichung: 23. Juli 1971 Autoren: Irwin Levine, Toni Wine                                                                              |
| 1971 | Juanita (I Don’t Mean to Love You so Good) Dawn Featuring Tony Orlando | DE44 (1 Wo.)DE | — | — | — | — | Erstveröffentlichung: 31. Oktober 1971 Autoren: Irwin Levine, Lawrence Russell Brown                                                              |
| 1972 | Runaway / Happy Together Dawn Featuring Tony Orlando                   | — | — | — | — | US79 (4 Wo.)US | Erstveröffentlichung: 29. Januar 1972 Autoren: Del Shannon, Max Crook, Alan Gordon, Garry Bonner Originale: Del Shannon, 1960 / The Turtles, 1967 |
| 1972 | Vaya con Dios Golden Ribbons                                           | — | — | — | — | US95 (3 Wo.)US | Erstveröffentlichung: Juni 1972 Autoren: Larry Russell, Inez James, Buddy Pepper Original: Anita O’Day, 1953                                      |
| 1972 | You’re a Lady Tuneweaving                                              | — | — | — | — | US70 (8 Wo.)US | Erstveröffentlichung: Oktober 1972 Autor und Original: Peter Skellern, 1972                                                                       |
| 1973 | Tie a Yellow Ribbon Round the Ole Oak Tree Tuneweaving                 | DE9 (22 Wo.)DE | AT2 (16 Wo.)AT | — | UK1 (40 Wo.)UK | US1 Gold · (23 Wo.)US | Erstveröffentlichung: 19. Februar 1973 Autoren: Irwin Levine, Lawrence Russell Brown                                                              |
| 1973 | Say, Has Anybody Seen My Sweet Gypsy Rose Dawn’s New Ragtime Follies   | DE37 (2 Wo.)DE | — | — | UK12 (15 Wo.)UK | US3 Gold · (16 Wo.)US | Erstveröffentlichung: Juli 1973 Autoren: Irwin Levine, Lawrence Russell Brown                                                                     |
| 1973 | Who’s in the Strawberry Patch with Sally Dawn’s New Ragtime Follies    | — | — | — | UK37 (4 Wo.)UK | US27 (12 Wo.)US | Erstveröffentlichung: November 1973 Autoren: Irwin Levine, Lawrence Russell Brown                                                                 |
| 1974 | It Only Hurts When I Try to Smile Prime Time                           | — | — | — | — | US81 (5 Wo.)US | Erstveröffentlichung: 30. März 1974 Autoren: Irwin Levine, Lawrence Russell Brown                                                                 |
| 1974 | Steppin’ Out (Gonna Boogie Tonight) Dawn’s New Ragtime Follies         | — | — | — | — | US7 (13 Wo.)US | Erstveröffentlichung: August 1974 Autoren: Irwin Levine, Lawrence Russell Brown                                                                   |
| 1974 | Look in My Eyes Pretty Woman Prime Time                                | — | — | — | — | US11 (12 Wo.)US | Erstveröffentlichung: November 1974 Autoren: Brian Potter, Dennis Lambert                                                                         |
| 1975 | He Don’t Love You (Like I Love You) He Don’t Love You, Like I Love You | — | — | — | — | US1 Gold · (14 Wo.)US | Erstveröffentlichung: 15. Februar 1975 Autoren: Calvin Carter, Curtis Mayfield, Jerry Butler                                                      |
| 1975 | Mornin’ Beautiful He Don’t Love You, Like I Love You                   | — | — | — | — | US14 (10 Wo.)US | Erstveröffentlichung: 21. Juni 1975 Autor: Sandy Linzer                                                                                           |
| 1975 | You’re All I Need to Get By To Be with You                             | — | — | — | — | US34 (7 Wo.)US | Erstveröffentlichung: 30. August 1975 Autoren: Nickolas Ashford, Valerie Simpson                                                                  |
| 1975 | Skybird                                                                | — | — | — | — | US49 (5 Wo.)US | Erstveröffentlichung: 7. Oktober 1975 Autoren: Bruce Roberts, Carole Bayer Sager                                                                  |
| 1976 | Cupid To Be with You                                                   | — | — | — | — | US22 (9 Wo.)US | Erstveröffentlichung: 12. Januar 1976 Autor und Original: Sam Cooke, 1961                                                                         |
| 1977 | Sing –                                                                 | — | — | — | — | US58 (4 Wo.)US | Erstveröffentlichung: 5. März 1977 Autor: Leo Gianangelo                                                                                          |

grau schraffiert: keine Chartdaten aus diesem Jahr verfügbar
Weitere Singles
- 1971: Carmen
- 1975: Little Heads in Bunkbeds
- 1976: Midnight Love Affair
- 1976: Spanish Harlem, Rosalita and Me (Promo)

## Auszeichnungen für Musikverkäufe
| Platin-Schallplatte - Neuseeland - 2022: für die Single Knock Three Times |

Anmerkung: Auszeichnungen in Ländern aus den Charttabellen bzw. Chartboxen sind in ebendiesen zu finden.
| Land/RegionAuszeichnungen für Musikverkäufe (Land/Region, Auszeichnungen, Verkäufe, Quellen) | Gold     | Platin  | Verkäufe  | Quellen          |
| -------------------------------------------------------------------------------------------- | -------- | ------- | --------- | ---------------- |
| Neuseeland (RMNZ)                                                                            | —        | Platin1 | 30.000    | radioscope.co.nz |
| Vereinigte Staaten (RIAA)                                                                    | 8× Gold8 | —       | 6.500.000 | riaa.com         |
| Insgesamt                                                                                    | 8× Gold8 | Platin1 |           |                  |